# Potino
Potino (Photinus, en latín) (ca. 87 – 2 de junio de 177) fue obispo de Lyon y mártir. Fue martirizado junto con otros miembros de su comunidad cristiana durante las persecuciones de Marco Aurelio. Testimonio de su martirio es una carta enviada por las comunidades de Lyon y Vienne a la provincia romana de Asia, que se atribuye a San Ireneo, y que está recogida en la Historia eclesiástica de Eusebio de Cesarea (HE V, 1,1–4,2). Esta carta lo describe como un obispo nonagenario y narra su martirio junto con el de otros cristianos importantes de su comunidad: Santos, Maturo, Atalo y Blandina, entre otros.

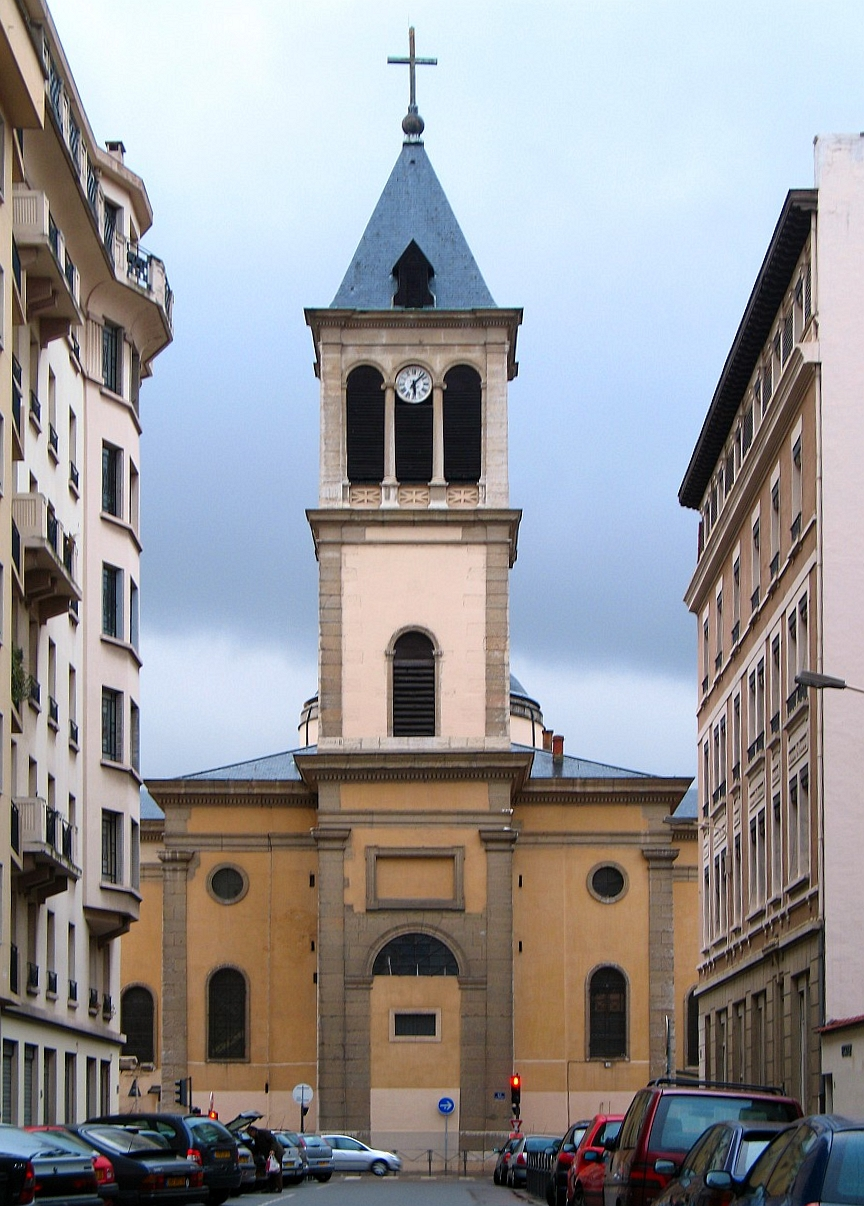
Iglesia de San Potino en Lyon.

Tras comparecer Potino ante el tribunal, a pesar de su avanzada edad, y dar allí testimonio de su fe, le arrastraron y golpearon hasta encerrarlo en una mazmorra donde murió a los dos días por sus heridas.
San Ireneo le sucedió en el episcopado de Lyon y Vienne.